# Aeródromo Pillán
El Aeródromo Pillán (OACI: SCPN) es un terminal aéreo ubicado junto a la localidad de Pillán, comuna de Chaitén, Provincia de Palena, Región de los Lagos, Chile. Es de propiedad privada. Código de aeropuerto SCPN.